# Victor Clube
Victor Clube, angleški astronom in astrofizik, * 22. oktober 1934, London, Anglija.
Clube je predstojnik oddelka za astrofiziko na Univerzi v Oxfordu. Skupaj z Billom Napierjem je razvil teorijo, ki se ukvarja z vrsto navidez nepovezanih dogodkov v zgodovini, od izumrtja dinozavrov in nastanka asteroidnega pasu do Stonehengea in resničnega pomena astrologije. Mislila sta, da lahko dokažeta, kako so v preteklosti kometi redno uničevali Zemljo. Te katastrofe, ki se jih da točno določiti, se niso vtisnile le v geološki in biološki razvoj Zemlje, temveč so odločilno vplivale tudi na versko in intelektualno življenje človeka. Rezultate svoje raziskave sta objavila poleti 1982 v knjigi Vesoljska kača (The Cosmic Serpent). Kača, tako mislita, naj bi bila predzgodovinski simbol za komet. Zavzemata se za priznanje kometa kot junaka in sovražnika predzgodovinskega sveta. Zavedata se, da so njune utemeljitve v nasprotju z znanostjo. V uvodu sta tudi zapisala, da bo knjiga marsikoga razjezila. Čeprav se zdi, da so nekateri njuni poskusi na majavih osnovah, kot recimo nova datacija egipčanske zgodovine, pa temelji jedro njune teorije na logičnih argumentih o problematičnih področjih sodobne astronomije. Dodajata tudi, da je komajda kaka njuna zamisel nova, saj o kometih, ki prinašajo nesreče, razpravljajo zadnjih 300 let. Podatki za domnevo, ki naj bi razjasnila neznano, so na voljo šele v zadnjem času. Delata na Kraljevem observatoriju v Edinburghu (ROE) in sta mednarodno priznana astronoma s 100 znanstvenimi knjižnimi in revialnimi objavami. 
Od leta 1970 proučujeta komete, njihovo sestavo in obnašanje. Medtem ko večina dvomi o njuni celotni sliki kometov, pa posamezni delci te sestavljanke temeljijo na spoznanjih astronomov 20. stoletja. Njun študij se začne s pojavom vsenavzočnosti kometov. Trenutno ocenjujejo, da jih je v Osončju več milijard. Po splošno priznani teoriji o njihovem nastanku pa je ta številka previsoka. V letu 1950 je Oort ugotovil, da izvirajo kometi iz obroča ali oblaka kometov v najbolj oddaljenem delu Osončja. Oortov oblak naj bi nastal pred približno 4,5 milijarde leti, v istem času kot preostalo Osončje. Clube in Navier pa menita, da Osončje stalno izgublja komete. Ti izginjajo delno v Vesolje ali pa zgorevajo v prah. Glede na to bi moral Oortov oblak skorajda že razpasti in biti veliko manjši. Kako potem nastajajo kometi v Oortovem oblaku? Logična se zdi njuna razlaga, da repatice ne izvirajo iz Osončja, temveč od zunaj. Sonce, eno najstarejših teles v naši Galaksiji, se počasi premika skozi njene spiralne rokave, pri čemer le vsakih 50 milijonov let začenja v novem. Rokavi so po njunem mnenju idealni kraji za Oortove oblake, ki svoje zaloge prenesejo na komete. Med zvezdami, ki so jih nekoč imeli za prazne luknje, so v resnici ogromni oblaki iz neprodornega zmrznjenega prahu. To so največja telesa v Galaksiji. Medtem ko so prej mislili, da Osončje drsi skozi spiralo v Vesolju, je položaj drugačen, če se upošteva te oblake prahu, ki pogosto tvorijo orjaški komet. Brez odpora pride do viharnih interakcij. Privlačna sila bi iztrgala repatice Osončja in jih nadomestila z novimi. Matematično sta dokazala, kaj bi se zgodilo. Vsakih 50 milijonov let, ko Sonce nastopi v nov rokav, bi bila Galaksija polna kometov vseh velikosti. Potem bi se njihovo število zmanjševalo, dokler Sonce ne bi doseglo nove poti v spirali, proces pa bi se začel znova. Posledice tega kometnega potopa bi bile uničujoče. Repatice niso popolnoma neškodljive. Na vsak način lahko imajo katastrofalne posledice, kot recimo Tunguški dogodek leta 1908 v Sibiriji. Najbrž je padel na Zemljo le majhen delček kometa s premerom 100 m. Nastal je 12 km visok ognjen steber, ki je ožgal vse drevje 70 km naokrog. Pri 100-megatonski eksploziji izgubijo ljudje zavest 100 km naokrog. Komet ali asteroid s premerom 1 km in povprečno hitrostjo 130.000 km/h bi udaril ob Zemljo z močjo 3 milijonov megaton. Eksplozija atomske bombe nad Hirošimo je imela moč 1/50 megatone. Če bi prišlo do česa takega, bi začela voda v morjih vreti in oblaki prahu bi izrazito spremenili podnebje, žareča vročina, eksplozija, ogromni valovi in cianidi iz kometovega repa pa bi uničili vsa živa bitja. Njuna teorija se ujema s spoznanji geologov o izumrtju dinozavrov pred 65 milijoni let. V kamninah, ki izvirajo iz obdobja med časom, ko so živeli dinozavri, in tem, v katerem so nastopili sesalci, so našli nenavadno veliko iridija. Ta element je na Zemlji zelo redek, zato pa ga več najdejo v kometih. Mogoče so dinozavri izumrli, potem ko je na Zemljo padel velik komet ali meteorit. Tudi časovni izračuni so zelo pomembni. Nazadnje se je Sonce napotilo po spirali pred kakimi 10 milijoni leti, pred tem pa kakih 60 milijoni let nazaj, približno v času, ko so izumrli dinozavri. Opozarjata še na drugo skladnost z intervalom 50 milijonov let, kot je recimo tista med geološko dobo od začetka življenja na Zemlji s časom, ko so izumrle določene vrste, ko se je znižala morska gladina in ko se je spremenilo podnebje. Najbolj sporna točka je predvidevanje, da naj bi v preteklih 5000 letih človek sam doživel in preživel katastrofo, ki jo je povzročil komet. Njuno splošno tezo je podprl sicer vedno skeptični Hoyle.
Po Clubeu se imenuje asteroid 6523 Clube (1991 TC).

## Dela
- Victor Clube, Bill Napier, Vesoljska kača (The Cosmic Serpent), 1982,
- Victor Clube, Bill Napier, Vesoljska zima (The Cosmic Winter), 1990.